# Klek (Zrenjanin, Srbija)
Klek (srpski: Клек, mađarski: Bégafő, rumunjski: Clec) je naselje u Banatu u Vojvodini u sastavu općine Zrenjanin.

## Stanovništvo
U naselju Klek živi 2.959 stanovnika, od toga 2.394 punoljetna stanovnika, prosječna starost stanovništva iznosi 38,9 godina (37,9 kod muškaraca i 39,9 kod žena). U naselju ima 873 domaćinstava, a prosječan broj članova po domaćinstvu je 3,39.
| Etnički sastav 2002. |            |        |
| Narod                | Stanovnika | %      |
| Srbi                 | 2.687      | 90,80% |
| Rumunji              | 73         | 2,46%  |
| Mađari               | 47         | 1,58%  |
| Romi                 | 43         | 1,45%  |
| Jugoslaveni          | 25         | 0,84%  |
| Crnogorci            | 15         | 0,50%  |
| Makedonci            | 9          | 0,30%  |
| Hrvati               | 5          | 0,16%  |
| Nijemci              | 4          | 0,13%  |
| Slovaci              | 3          | 0,10%  |
| ostali               | 3          | 0,10%  |
| nepoznato            | 11         | 0,37%  |

| broj stanovnika | 1608  | 1635  | 1835  | 1990  | 2401  | 2729  | 2959  |
|                 | 1948. | 1953. | 1961. | 1971. | 1981. | 1991. | 2001. |

## Vanjske poveznice
- Karte, položaj i zemljopisni položaj